# M113
L'M113 è un veicolo trasporto truppe (VTT) completamente cingolato progettato negli anni cinquanta, con in mente la possibilità di ospitare una squadra di fanteria completamente equipaggiata e di fornire alle truppe l'appoggio di fuoco ravvicinato. L'M113 doveva avere capacità di movimento anfibio senza preparazione e la capacità di protezione dei soldati trasportati dal fuoco di armi leggere. La funzione tattica del veicolo era di trasportare i soldati fino al campo di battaglia e, una volta sul campo di battaglia, di sostenerli con il fuoco delle armi in dotazione al veicolo. Non era previsto (e quindi non era possibile) il combattimento delle truppe trasportate da bordo del veicolo. Solo veicoli di progettazione successiva (veicoli da combattimento della fanteria) permisero ai fanti di essere portati entro il campo di battaglia e di combattere direttamente dall'interno del veicolo. Sullo scafo dell'M113 fu realizzato un gran numero di veicoli specializzati, con funzioni particolari sul campo di battaglia.

## Lo sviluppo dell'M113
Fin dallo sviluppo delle prime teorie di impiego dei carri armati fu evidente la necessità che la fanteria fosse in grado di seguire i mezzi corazzati sul campo di battaglia. Nel corso della seconda guerra mondiale sia gli americani sia i tedeschi svilupparono veicoli semicingolati destinati a portare la fanteria quanto più possibile vicina al nemico. Dopo la guerra gli Stati Uniti continuarono a studiare un veicolo che potesse svolgere questa funzione anche nel futuro, producendo l'M59 totalmente cingolato, che non ebbe grande fortuna presso i reparti che avrebbero dovuto utilizzarlo. L'esercito statunitense allora emise le specifiche per un veicolo di trasporto truppe che avesse le seguenti caratteristiche.
- costo e peso inferiori all'M59
- capacità anfibia senza preparazione
- capacità di trasporto di una squadra (10 uomini) di fanteria completamente equipaggiata
- protezione delle truppe trasportate dal fuoco di armi leggere

La richiesta delle capacità anfibie spinse la ditta sviluppatrice (Food Machinery Corporation - FMC di San José) a produrre, oltre ad un prototipo con blindatura in acciaio (T117) anche un prototipo con blindatura in lega di alluminio (T113). L'uso di leghe di alluminio saldate all'epoca (1956) rappresentava una novità, dato che la tecnologia per la saldatura dell'alluminio non era ancora sviluppata e non erano ancora ben chiari i problemi connessi. Tuttavia la lega utilizzata soddisfaceva alle condizioni richieste, ed inoltre riduceva il peso del veicolo di circa 720 kg. Fu presa allora la decisione di sviluppare il T113, che divenne di conseguenza M113. L'aspetto dell'M113 è quello di una scatola su cingoli, con la parte anteriore inclinata nella parte superiore. Sulla parte inclinata è appoggiata una piastra paraspruzzi, apribile dall'interno, che permette al mezzo di operare anche in acque profonde. Sono disponibili due portelli circolari dotati di iposcopi sul tetto del veicolo per il guidatore ed il capocarro. Sempre sul tetto è disponibile nella zona centrale-posteriore, un portello rettangolare con due ante che permette ai passeggeri di uscire dall'alto. Sulla parete posteriore è disponibile una rampa abbattibile (il mezzo di uscita dal veicolo di utilizzo normale in combattimento) larga quanto il compartimento di carico, dotata anche di portello per uscita individuale. Non sono previste feritoie, quindi la fanteria non può usare le proprie armi stando entro il veicolo e non ha una visione precisa dell'ambiente in cui si trova all'atto dello sbarco.
Nel 1962 fu messa a punto la variante M113 A1, che si differenziava dall'M113 per l'utilizzo di un motore GM 6V Diesel da 215 HP. Dal 1963 fu costruito, su licenza della FMC, in Italia dalla OTO Melara.
Successivamente fu messa a punto la variante M113 A2 (1979) con sospensioni e impianto di raffreddamento del motore modificati ed infine, per consentire all'M113 di operare in unione con i carri M1 Abrams, nel 1987 fu iniziato il ricondizionamento dei veicoli esistenti alla variante M113 A3 con il motore potenziato a 275 HP.
A partire dagli anni sessanta l'M113 è stato usato da diverse nazioni aderenti alla NATO o neutrali, fra esse risaltano Italia, Germania Federale, Argentina, Australia, Israele, rendendolo negli anni settanta e ottanta il veicolo blindato più utilizzato tra le forze armate occidentali, con una produzione superiore a 80.000 veicoli.

## L'impiego dell'M113

M113 in presidio di via Zamboni, nella zona universitaria di Bologna

L'M113 fu subito adottato negli Stati Uniti tanto dall'US Army (esercito) che dal USMC (marines), quindi partecipò alla guerra del Vietnam sia tra le forze statunitensi sia tra le forze armate del Vietnam del Sud, dimostrando le sue capacità operative nelle risaie e nelle paludi di quel Paese. Dopo la caduta del regime del Vietnam del Sud, furono utilizzati dall'esercito vietnamita gli M113 già dell'esercito sudvietnamita e quelli abbandonati dagli americani. Questi mezzi dovettero essere messi in riserva dopo un tempo piuttosto breve a causa della mancanza di pezzi di ricambio.
Completamente diverso è l'altro teatro operativo in cui furono utilizzati i veicoli acquistati da Israele, che li utilizzò in tutte le guerre dal 1973 in poi.
L'impiego in due teatri operativi così diversi mostrò sia le capacità sia i limiti del veicolo. Le sue capacità  sono la sua mobilità e la sua flessibilità di impiego, mentre i limiti derivano direttamente dal progetto, che prevedeva un VTT (veicolo trasporto truppe) invece di un VCI (veicolo da combattimento della fanteria). Le truppe trasportate, incapaci di vedere all'esterno del veicolo, una volta che il portellone posteriore è abbattuto si trovano in una situazione tattica che non possono aver acquisito in precedenza e, talvolta, devono perdere tempo prezioso a rendersi conto di dove sia e come si stia muovendo il nemico (anche nel caso in cui abbiano precedentemente ricevuto direttive, necessariamente stringate, dal capocarro-mitragliere che ha la possibilità di vedere la situazione tattica circostante utilizzando gli iposcopi a disposizione, anche quando non ha il proprio portellone aperto e non è in posizione per utilizzare la mitragliatrice esterna). Ciò prefigurava un difetto sia per la sicurezza delle truppe che per la riuscita dell'operazione militare in corso. Il progetto nonostante questi limiti si mostrò di eccezionale successo.
Comunque è rilevante che tutti i VCI, costruiti in diverse nazioni a partire dagli anni settanta, abbiano conservato un'architettura generale particolarmente simile a quella dell'M113, dimostrando così la validità del progetto di base.
M113 furono utilizzati su ordine di Francesco Cossiga, all'epoca ministro dell'interno, dalle forze dell'ordine italiane in occasione dei fatti dell'11 marzo 1977. L'arrivo dei blindati nel particolare contesto urbano di Bologna fu tale che vennero percepiti spropositatamente dalla popolazione come carri armati.

## Veicoli costruiti su scafo M113
La variante principale dell'M113 è stata il veicolo M548, che praticamente era un M113 senza la protezione, ma solo con una cabina per proteggere i due membri dell'equipaggio dalle intemperie, quindi adatto al trasporto di oggetti ingombranti su scafo cingolato (capacità di trasporto di 6.000 kg).
I veicoli costruiti su scafo M113 sono stati quasi un centinaio, quindi questa lista non può e non vuole essere esaustiva.
- Portamortaio M106, armato con un mortaio da fanteria da 107 mm o da 120 mm (spara attraverso il portellone sul tetto, allargato, con un campo di tiro di 90°)
- Portamortaio M125, armato con un mortaio da fanteria da 81 mm (spara attraverso il portellone sul tetto, allargato, con campo di tiro a 360°)
- Lancia missili M727, armato con tre missili HAWK
- Contraerei M163, armato con una mitragliera M61 Vulcan a sei canne, con capacità di fuoco fino a 3000 colpi/min, asservita ad un radar di inseguimento, portato direttamente sul veicolo.
- Comando M577, con il tetto rialzato per permettere di stare in piedi entro il veicolo, e con la possibilità di ampliare lo spazio con una tenda esterna. Utilizzato anche in Italia come veicolo comando gruppo di artiglieria semovente, o dei reparti meccanizzati della fanteria.
- Lanciafiamme M132, armato di lanciafiamme con portata 180 m e mitragliatrice da 7,62 mm.
- ITV - Improved TOW vehicle M901, con capacità di trasporto di un lanciatore per missili TOW, montato in modo che l'equipaggio potesse ricaricare i missili senza abbandonare la copertura offerta dal veicolo.
- AIFV furono fatti diversi tentativi negli USA per permettere alla squadra trasportata di combattere da dentro il veicolo, con risultati non del tutto soddisfacenti. Alcuni di questi veicoli (YPR-765) comunque vennero esportati come soluzione economica a fronte del più costoso M2 Bradley.
- Veicolo leggero da ricognizione Lynx CR (esportato nei Paesi Bassi e Canada). L'armamento, a seconda delle necessità dell'operatore varia da cannoni SR da 106 mm, mitragliera da 20 mm, missili anticarro (HOT e Milan)

Una menzione a parte merita l'M113A1 Hot Rod, che nel settembre 1979 su una lunghezza di 150 m di strada inghiaiata riuscì a tenere la velocità media di 75,76 mph (122 km/h). Notare che i motori erano stati spinti, portando il rapporto potenza peso a circa 80 HP/t. 

### Varianti su scafo M548
Lo scafo M548 è nato per assolvere in modo più efficace ed efficiente ai compiti di trasporto generico: utilizzando gli organi meccanici del VTT M113 e costruendo uno scafo con pianale posteriore aperto superiormente, si è ottenuto un mezzo che assomiglia ad un camion dotato di cingoli. La cabina anteriore di guida è chiusa (ma con pareti superiori ribaltabili in alcune varianti), dotata di superfici vetrate e di due porte laterali per l'ingresso e l'uscita dell'equipaggio.
- Trasporto missili Chaparral M48, capace di trasportare 12 missili antiaerei Chaparral, lanciandone quattro per salva.
- Veicolo M1015, utilizzato per il trasporto di diversi sistemi di radar e di contromisure elettroniche.
- Per il trasporto e il lancio del missile Lance furono prodotti tre veicoli: M667 (trasporto e lancio, prima versione) M752 (trasporto e lancio, seconda versione) e M688 (trasporto e carico di 2 missili).

### Varianti di altre nazioni
Molte delle nazioni che hanno utilizzato l'M113 hanno prodotto delle varianti proprie destinate al trasporto di armamenti particolari, portando le variati di questo veicolo ad un numero veramente eccezionale. Trascurando le varianti che hanno semplicemente modificato l'armamento di base (spesso la Browning 12,7 mm è stata sostituita con mitragliatrici da 20 mm per aumentare la potenza di fuoco del mezzo), si possono indicare le varianti portamortaio (armata con mortaio da 120 mm), ambulanza e quelle armate con lanciamissili anticarro della Bundeswehr e le varianti portamortaio dell'Esercito svizzero (Mw-64, con mortaio da 120 mm e Mw-33 con mortaio da 80 mm). Sempre la Bundeswehr ha prodotto veicoli comando (Kdo.Spz-63) e per la rilevazione dei pezzi d'artiglieria (ABRA/RATAC) direttamente dall'M113.
Sempre dall'M113 sono derivati diversi semi-VCI/IFV sviluppati soprattutto dai costruttori su licenza del veicolo originale: ne sono esempio i VCC-1 (Camillino) e VCC-2 italiani, oltre all'YPR-765 olandese (progettato negli Stati Uniti dalla FMC e modificato secondo le necessità dei Paesi Bassi con l'adozione della torretta monoposto dotata di cannone automatico leggero da 25 mm). Una ulteriore variante italiana del veicolo M113 originale, è stato il SIDAM 25, concepito come sistema contraereo a breve portata, armato con 4 cannoni a canna singola da 25 mm svizzeri Oerlikon KBA. Da ricordare anche l'israeliano M113 Zelda, con posti aggiuntivi e corazza migliorata. Infine, tedeschi e olandesi usavano gli scafi modificati dei loro M113 per montare il sistema radar per la rilevazione del mortaio anglo-tedesco-olandese Green Archer, ormai rimpiazzato.

## Galleria d'immagini

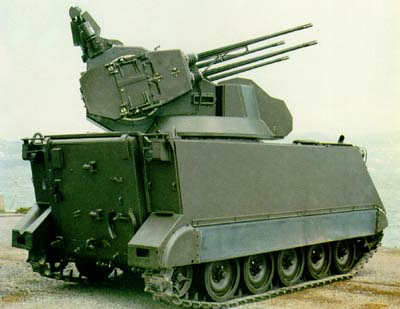
Sistema contraereo SIDAM 25 con 4 cannoni da 25 mm svizzeri Oerlikon KBA.

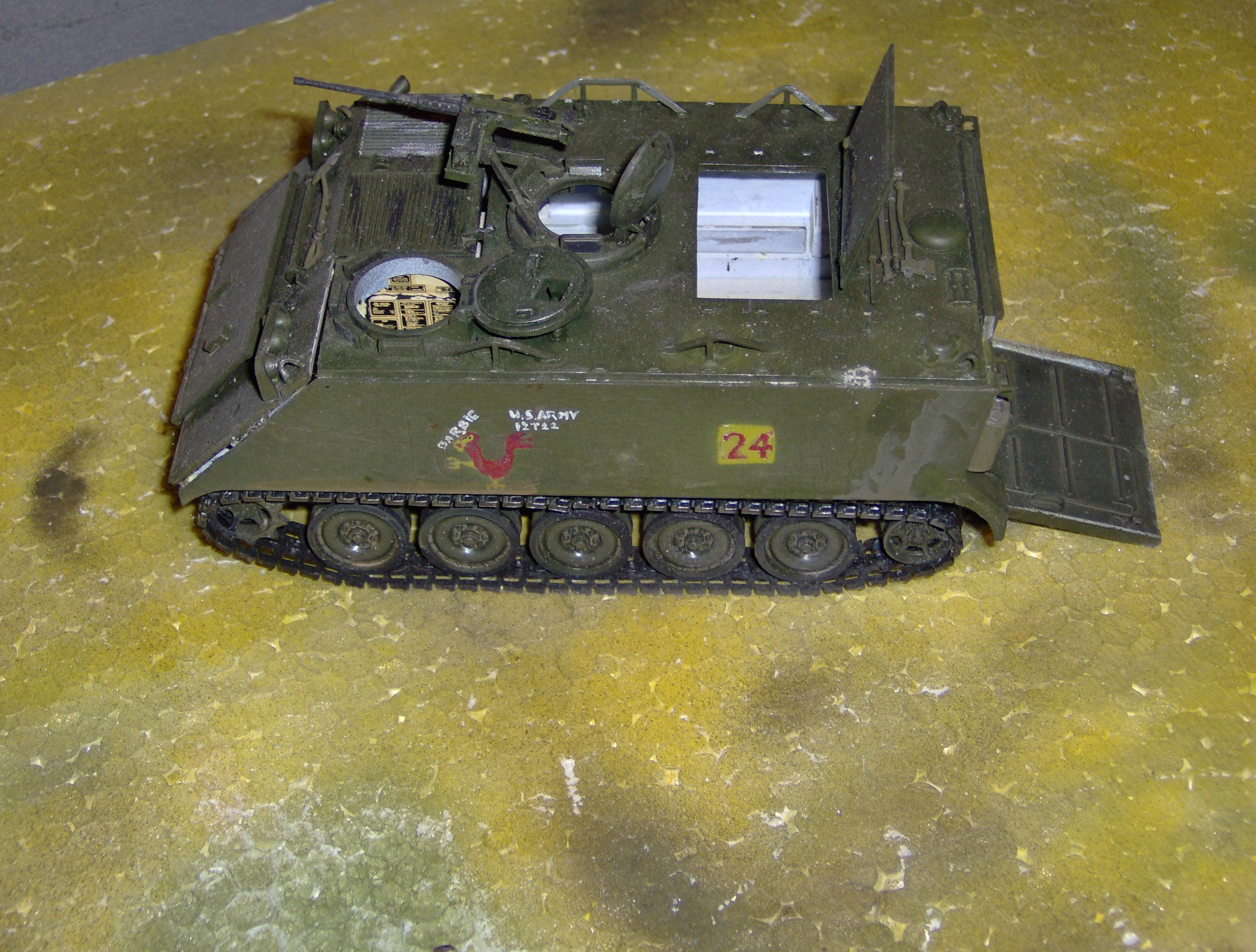
Modello in plastica di M113, US Army, Guerra del Vietnam
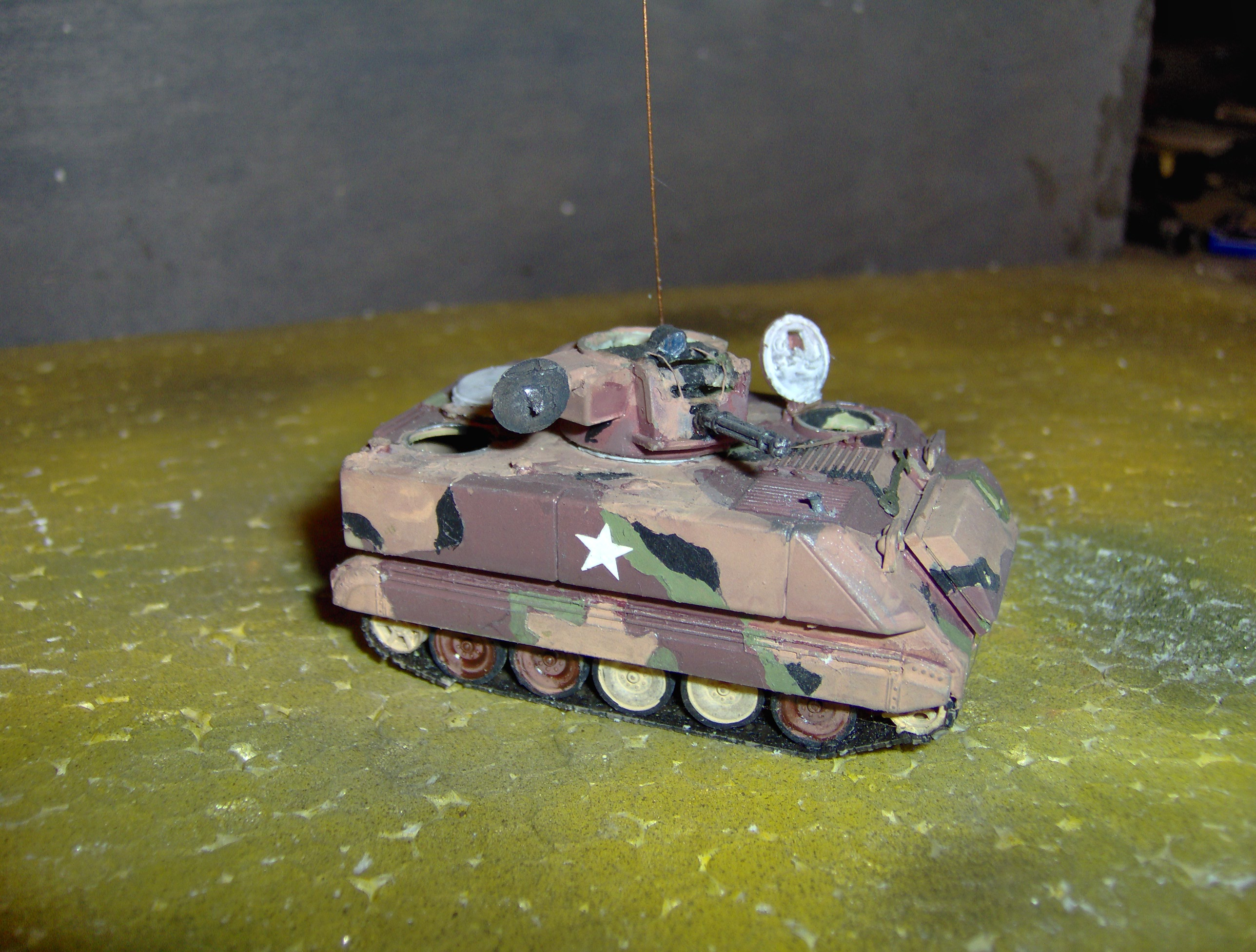
Modello in plastica di M163, US Army, Prima Guerra del Golfo
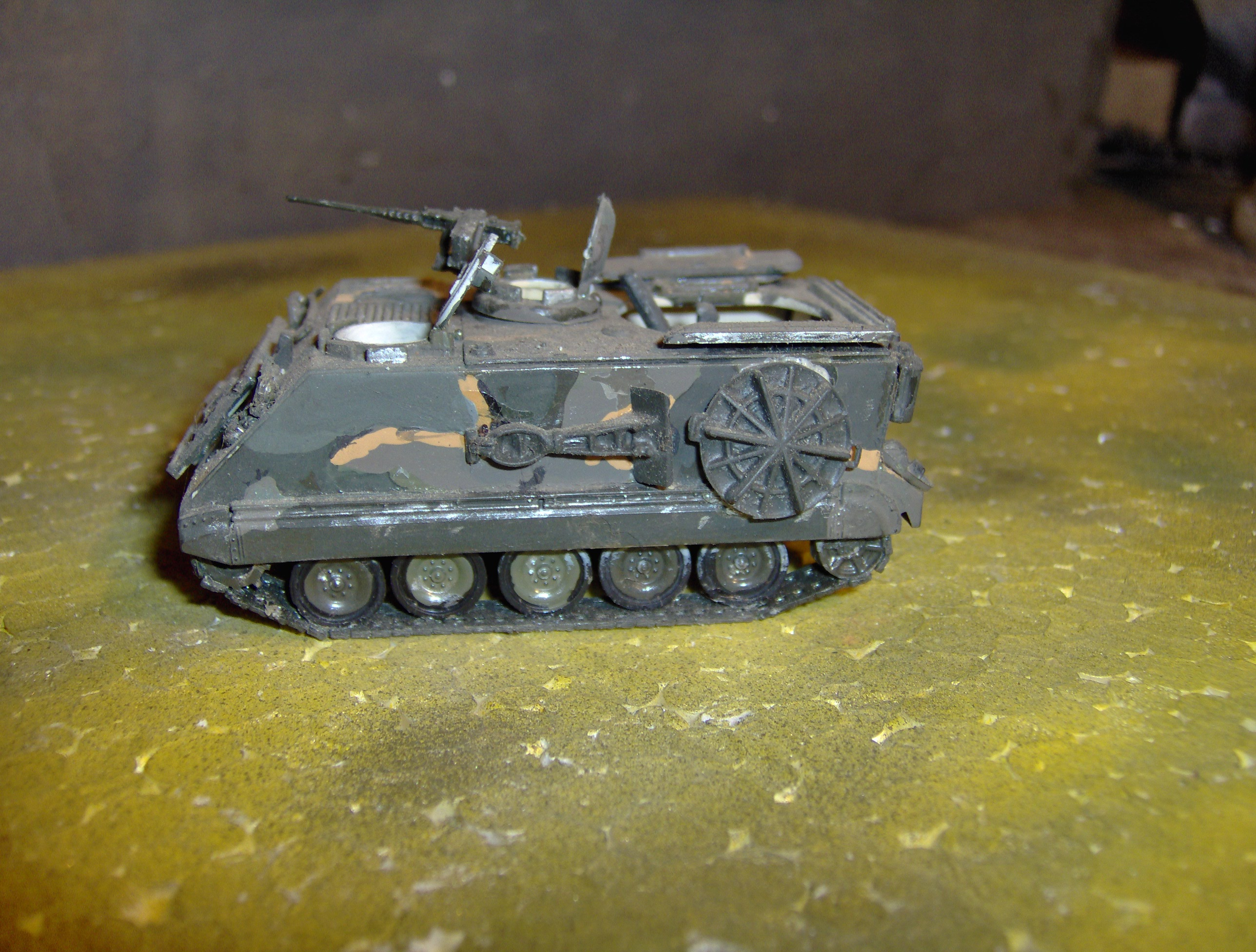
Modello in plastica di M106, US Army, Europa
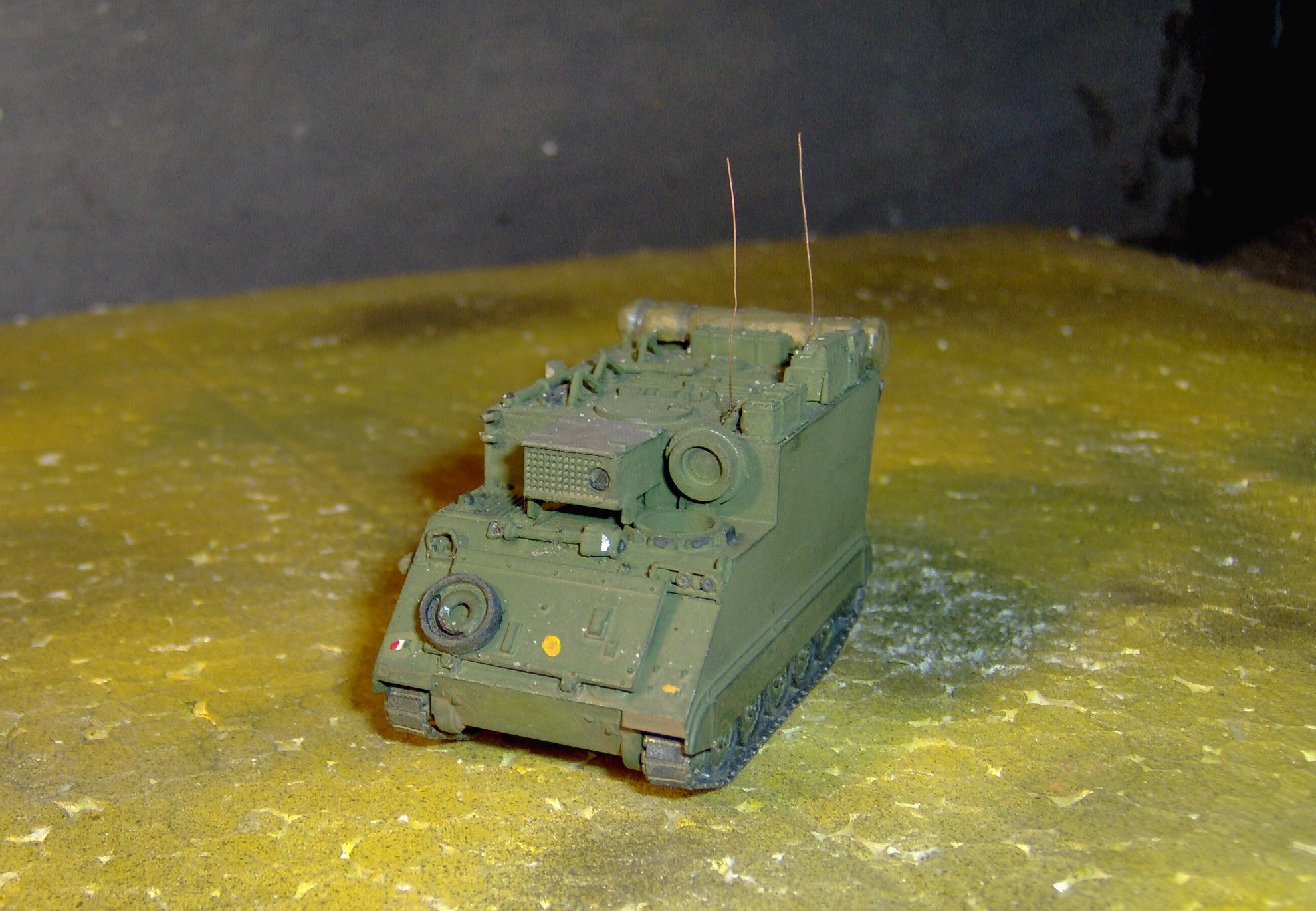
Modello in plastica di M577, Esercito italiano

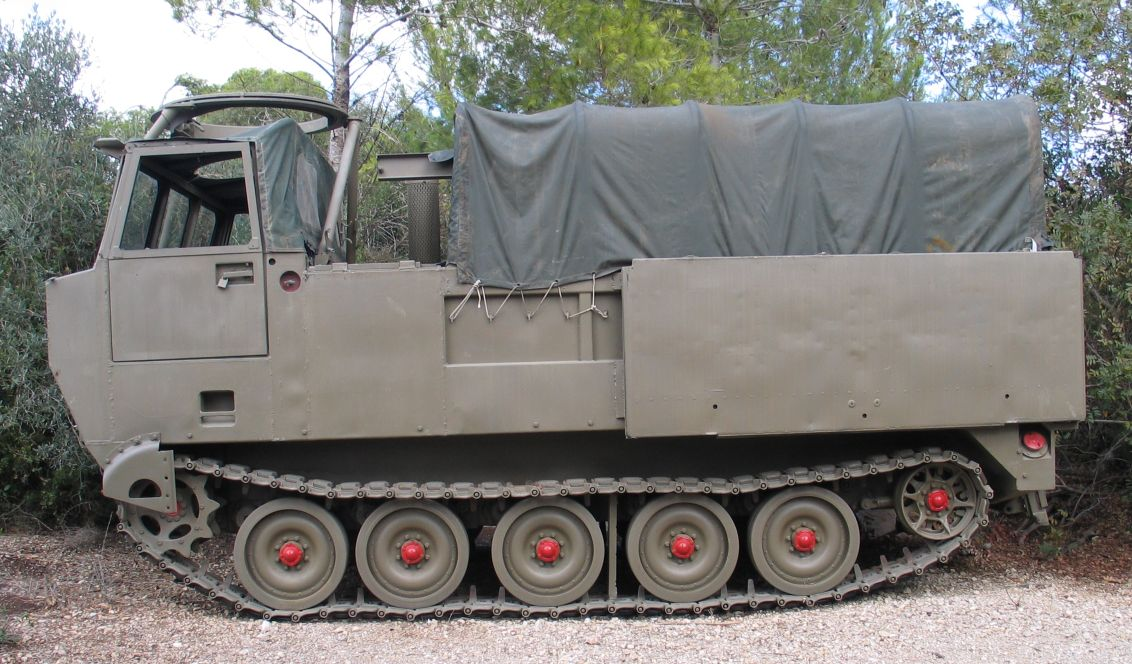
M548 (IDF)
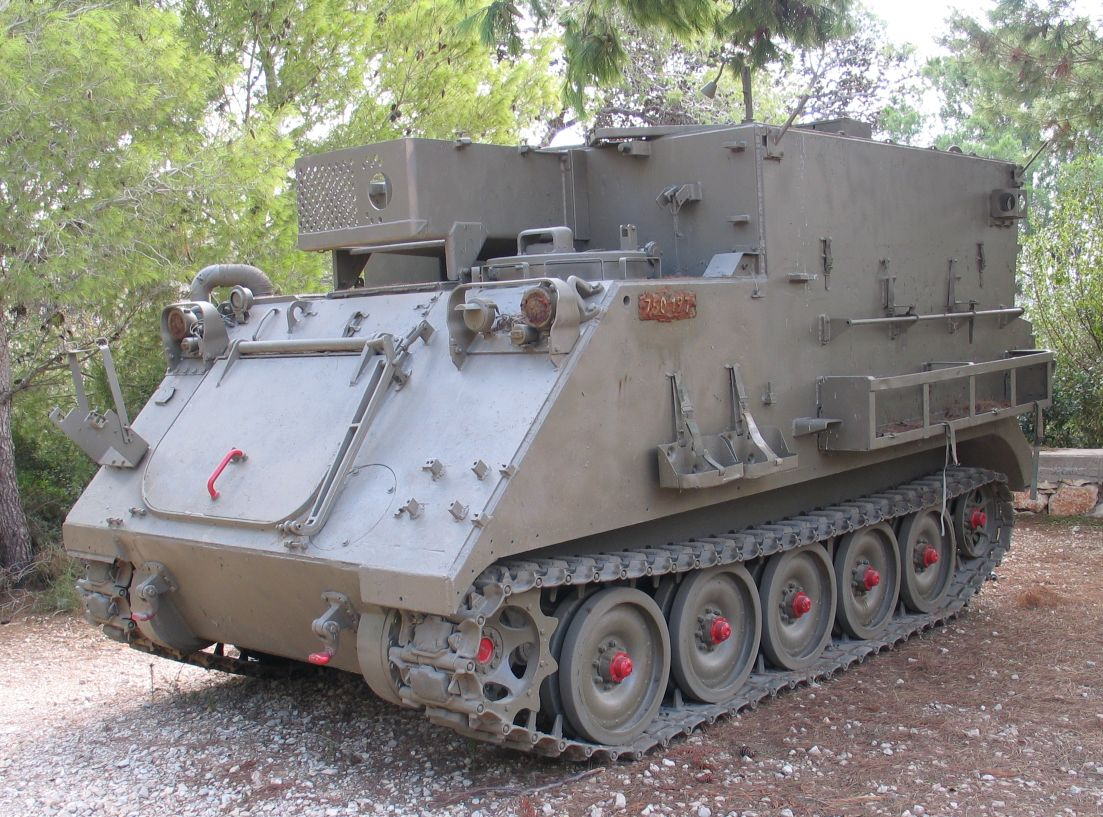
M577 (IDF)
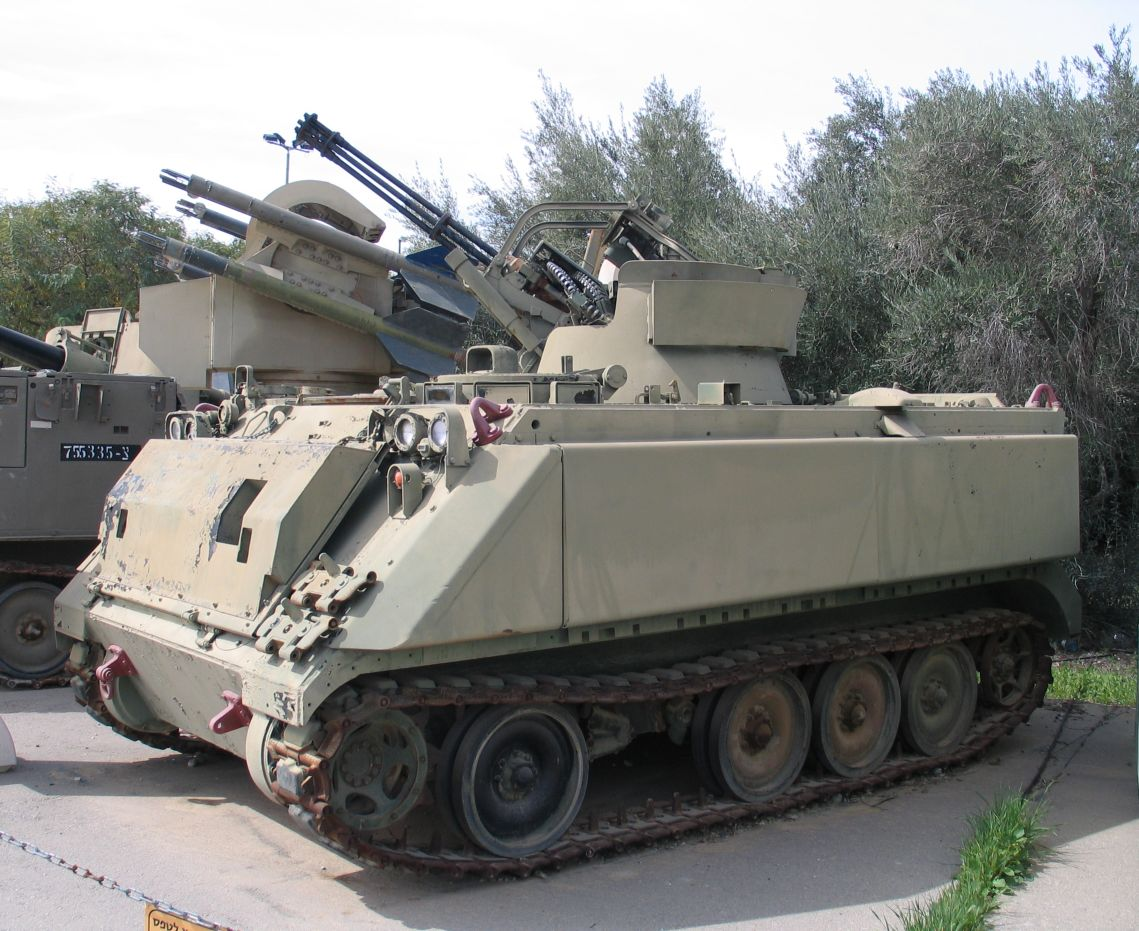
M163 (IDF-Aeronautica) Notare che il treno di rotolamento è danneggiato
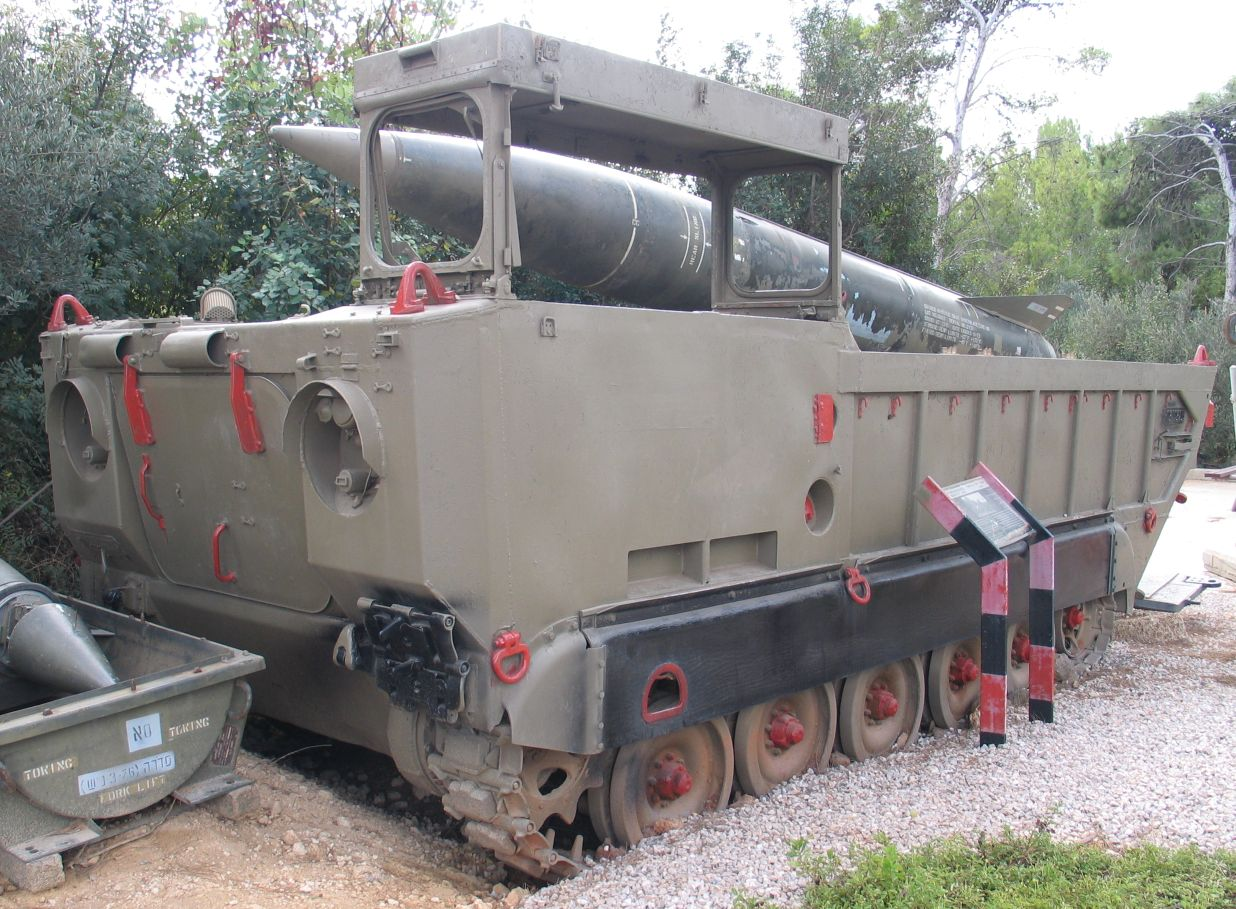
M667 con missile Lance (IDF)
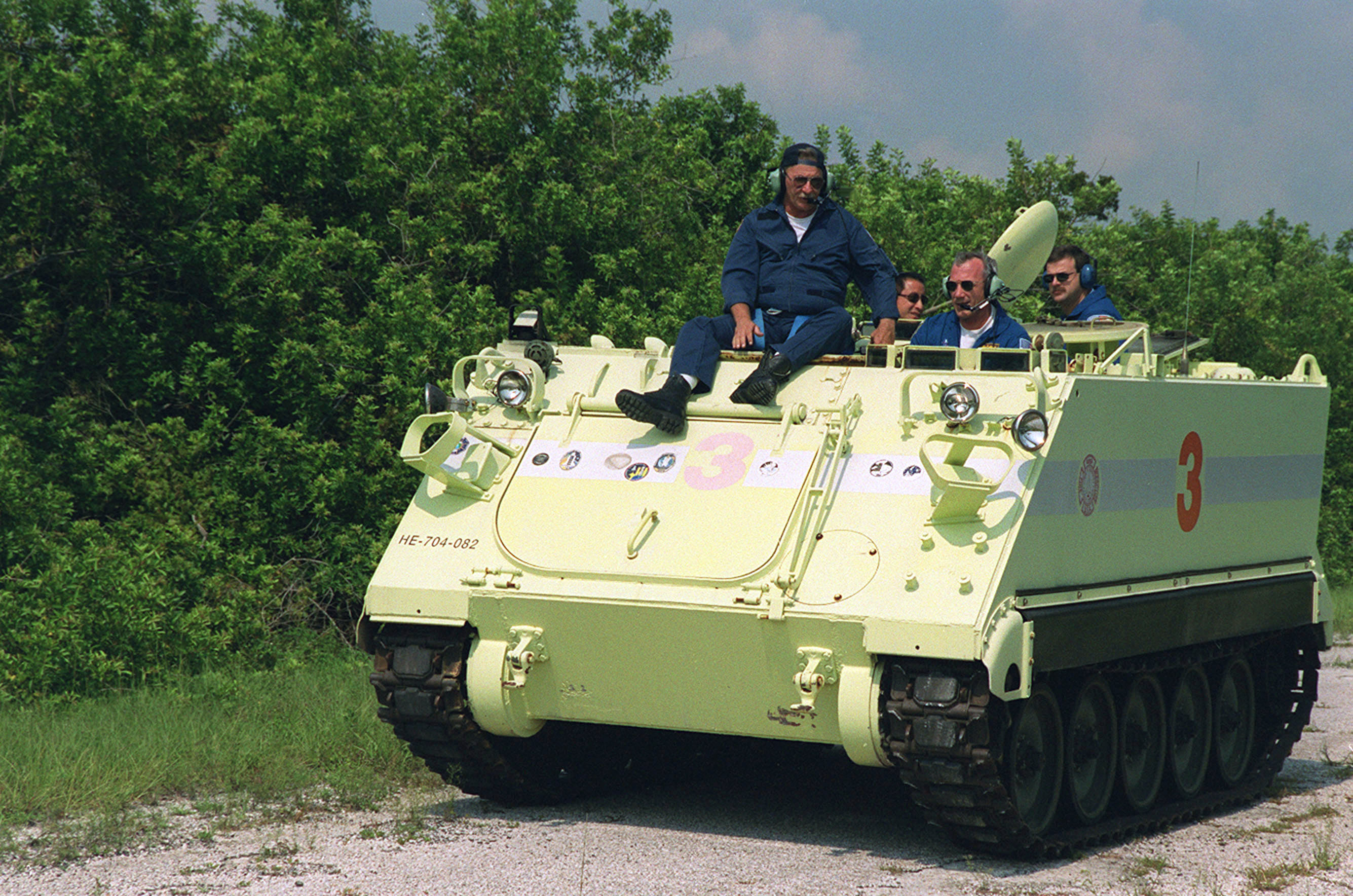
La NASA ha usato alcuni M113 verniciati con sostanze riflettenti per permettere ai tecnici di accostarsi alle rampe di lancio ancora calde